# Neo-Geo Pocket
Pour les articles homonymes, voir Neo-Geo.
La Neo-Geo Pocket est la première console portable de SNK. Elle est sortie au Japon fin 1998, et a été arrêtée en 1999, à l'arrivée de la Neo-Geo Pocket Color, à cause de ventes plus faibles que prévu pour la Neo-Geo Pocket monochrome.
Ce système a été seulement commercialisé sur les marchés japonais et hong-kongais. Bien qu'il ait eu une courte vie, quelques jeux importants sont sortis dessus tels que Samurai Shodown, et King of Fighters R-1.
La Neo-Geo Pocket peut jouer une grande partie des nouveaux jeux en couleur. Il existe toutefois des exceptions notables, telles que Sonic the Hedgehog Pocket Adventure ou SNK vs. Capcom: Match of the Millennium et The Last Blade. La Neo-Geo Pocket Color, elle, est entièrement rétro-compatible.

## Spécifications techniques
| Caractéristique   | Valeur                                           |
| ----------------- | ------------------------------------------------ |
| Constructeur      | SNK                                              |
| Année de sortie   | 1998                                             |
| Puissance         | 16 bits                                          |
| Type              | portable                                         |
| CPU               | TOSHIBA TLCS-900H 16-Bit                         |
| RAM               | 16 ko                                            |
| ROM               | 64 ko                                            |
| Vidéo             | 160x152, 146 couleurs parmi 4096                 |
| Audio             | Z80 8-Bit commandant un T6W28, dérivé du SN76489 |
| Support(s) de jeu | Cartouche                                        |